# تاریخ عصر حافظ: بحث در آثار و افکار حافظ
بحث در آثار و افکار و احوال حافظ اثری است تحقیقی از قاسم غنی در دو جلد با عناوین
- تاریخ عصر حافظ (جلد ۱)
- تاریخ تصوف در اسلام (جلد ۲)

جلد اول با مقدمه‌ای به قلم محمد قزوینی (علامه قزوینی-امضا شده به تاریخ ۱۳۲۱ شمسی) آغاز می‌گردد و به تحولات سیاسی و تاریخی در جغرافیای فارس و حومه در قرن هشتم (دوران حافظ) پرداخته است و در جلد دوم به بررسی تاریخ تصوف در اسلام از ابتدای شکل‌گیری تا زمانه حافظ.
افرادی که متن کامل کتاب عرفان عارفان مسلمان (عارفان اسلام) نیکلسن را دیده باشند، تصدیق می‌کنند که تاریخ تصوف اقتباسی از این کتاب است و غنی شواهد مندرج در کتاب نیکلسن را با مراجعه به متون مورد ارجاع او شرح و بسط داده و تکمیل کرده است.
این مجموعه دو جلدی با ارایه اطلاعات دقیق در خصوص وقایع تاریخی عصر حافظ و تاریخ تصوف در اسلام کلیدی است برای درک بهتر مفاهیم، ایهام و اشارات خاص در اشعار لسان‌الغیب حافظ شیرازی.
بحث در آثار و افکار و احوال حافظ بر مبنای مدارک موجود در پرتال جامع علوم انسانی - پژوهشگاه علوم انسانی و مطالعات فرهنگی یکی از مراجع و منابع پر استناد پیرامون حافظ بوده و در بسیاری از کتب حافظ‌شناسی به عنوان مرجع مورد استفاده قرار گرفته است.
پاراگراف زیر از مجله یغما، بدون دخل و تصرف نقل می‌گردد:
"بزرگترین خدمت و فعالیت ادبی غنی همان تحقیق جامع و کاملی است که راجع به حافظ کرده است. غنی در مطالعه «آثارو افکار و احوال حافظ» همه جریان‌های سیاسی و تاریخی روزگار حافظ را که خواه ناخواه شاعر بزرگ شیراز را متأثر می‌ساخته است آگاهانه تشریح کرده است و در مجلد دوم که خواسته است «تاریخ اوضاع و احوال علمی و ادبی و اجتماعی عصر حافظ در فارس» را بررسی کند، تنها بیان و تشریح افکار صوفیانه که بزرگترین موج اجتماعی و جریان فکری در آن روزگار بوده است، خود یک کتاب جداگانه «تاریخ تصوف» شده است. سومین مجلد حافظ‌شناسی او «شرح حال و زندگی حافظ و بحث در نحوه زندگی خصوصی افکار و اشعار او» بوده است که متاسفانه مشاغل وزارت و سفارت که دکتر غنی را سرگرم کرده بود دیگر مجالی برای طبع و نشر نگذاشت (با آنکه مادهٔ کتاب آماده بوده است)."